# Mark Voss
Mark Voss (Aken, 28 januari 1991) is een Nederlands voetballer die speelt als doelman. In juli 2020 verruilde hij VV Chevremont voor Groene Ster.

## Carrière
Voss begon zijn carrière als doelman bij het plaatselijke LHC. Hij stapte over naar Fortuna Sittard, waar hij in het seizoen 2010/11 werd opgenomen in de eerste selectie. Hij keepte dat seizoen drie wedstrijden. Hij debuteerde op 19 november 2010 tegen Telstar en speelde later dat seizoen ook nog tegen Helmond Sport en FC Volendam. Het seizoen 2011/12 leverde twee wedstrijden op, namelijk tegen Go Ahead Eagles en AGOVV Apeldoorn. Na vier seizoenen als reservedoelman in het eerste elftal verkaste Voss naar Groene Ster. Een jaar later werd VV Chevremont zijn nieuwe club. Na vijf seizoenen bij die club keerde Voss in 2020 terug bij Groene Ster.